# Біл Кенрайт
Білл Кенрайт (англ. Bill Kenwright; 4 вересня 1945 — 23 жовтня 2023) — британський театральний і кінопродюсер, бізнесмен, багаторічний голова футбольного клубу «Евертон».

### Біографія
Народився в Ліверпулі, Англія. Навчався в Ліверпульському інституті виконавських мистецтв. Розпочав кар'єру як актор, зокрема знімався в популярному телесеріалі Coronation Street. Згодом зосередився на театральному продюсуванні.

### Театральна кар'єра
Заснував продюсерську компанію Bill Kenwright Ltd, яка стала однією з найуспішніших у Великій Британії. Відомий завдяки численним популярним мюзиклам і виставам, серед яких Blood Brothers, Joseph and the Amazing Technicolor Dreamcoat, Evita та інші.

### Діяльність у «Евертоні»
У 1989 році увійшов до ради директорів футбольного клубу «Евертон», а в 2004 році став його головою (Chairman). Кенрайт залишався на цій посаді до самої смерті. Його керівництво було предметом дискусій: попри фінансові труднощі, він залишався відданим уболівальником і працював задля стабільності клубу.

### Смерть
Помер 23 жовтня 2023 року після тривалої боротьби з хворобою. Йому було 78 років.